# Moonlight and Valentino
Moonlight and Valentino is een Brits-Amerikaanse romantische dramafilm uit 1995, geregisseerd door David Anspaugh en geproduceerd door Tim Bevan, Eric Fellner en Alison Owen. De hoofdrollen worden vertolkt door Elizabeth Perkins, Gwyneth Paltrow en Kathleen Turner.

## Verhaal
Als haar man verongelukt, is Rebecca ontroostbaar. Maar het duurt niet lang tot haar vriendin en buurvrouw Sylvie, ex-stiefmoeder Roberta en haar zusje Lucy arriveren en alles proberen om haar door deze droeve dagen heen te helpen. Lucy vraagt haar zus om goede raad om de geschikte jongen te vinden om 'het' mee te doen. Sylvie wil graag haar eigen huwelijk redden. Roberta op haar beurt huurt een schilder in om het huis een opknapbeurt te geven, zeer tegen de zin van Rebecca die wel wat rust kan gebruiken. Dan blijkt de schilder een knappe en sympathieke jongeman te zijn die door zijn rasechte 'Valentino' allures het leven van de vier vrouwen danig door elkaar schudt.

## Rolbezetting
| Acteur            | Personage        |
| ----------------- | ---------------- |
| Elizabeth Perkins | Rebecca Lott     |
| Gwyneth Paltrow   | Lucy Trager      |
| Kathleen Turner   | Alberta Russell  |
| Whoopi Goldberg   | Sylvie Morrow    |
| Shadia Simmons    | Jenny Morrow     |
| Erica Luttrell    | Drew Morrow      |
| Matthew Koller    | Alex Morrow      |
| Scott Wickware    | Politieagent     |
| Kelli Fox         | Zuster           |
| Harrison Liu      | Mr. Wong         |
| Wayne Lam         | Mr. Wong's Zoon  |
| Ken Wong          | Mr. Wong's Vader |
| Carlton Watson    | Henrik           |
| Jack Jessop       | Sid              |
| Josef Sommer      | Thomas Trager    |
| Jon Bon Jovi      | De Schilder      |
| Trim              | Valentino        |
| Jeremy Sisto      | Steven           |
| Alan Clifton      | Street Vendor    |
| Judah Katz        | Marc             |
| Julian Richings   | Kapper           |
| Peter Coyote      | Paul             |